# Hattie Johnson
Hattie Jean Ponti-Johnson (Emmett, Idaho, 18 de Setembro de 1981) é uma atiradora olímpica estadunidense. Ela competiu na modalidade carabina de ar feminino no Jogos Olímpicos de 2004 em Atenas, Grécia. Nos jogos Pan-americanos de 2003 de 2003 ela obteve a medalha de bronze na modalidade de carabina 3 posições - 50 metros.
Ela competiu nos jogos de 2004 enquanto estava no Exército dos Estados Unidos.